# Allium tricoccum
Allium tricoccum, los puerros silvestres, también conocidos como rampas, es un miembro de la familia de la cebolla (Amaryllidaceae). La raíz blanca y las amplias hojas verdes son comestibles. Se encuentran de  Estados Unidos en el estado de  Carolina del Sur a Canadá y es especialmente popular en el estado de los EE. UU. de Virginia Occidental cuando emergen en la primavera.

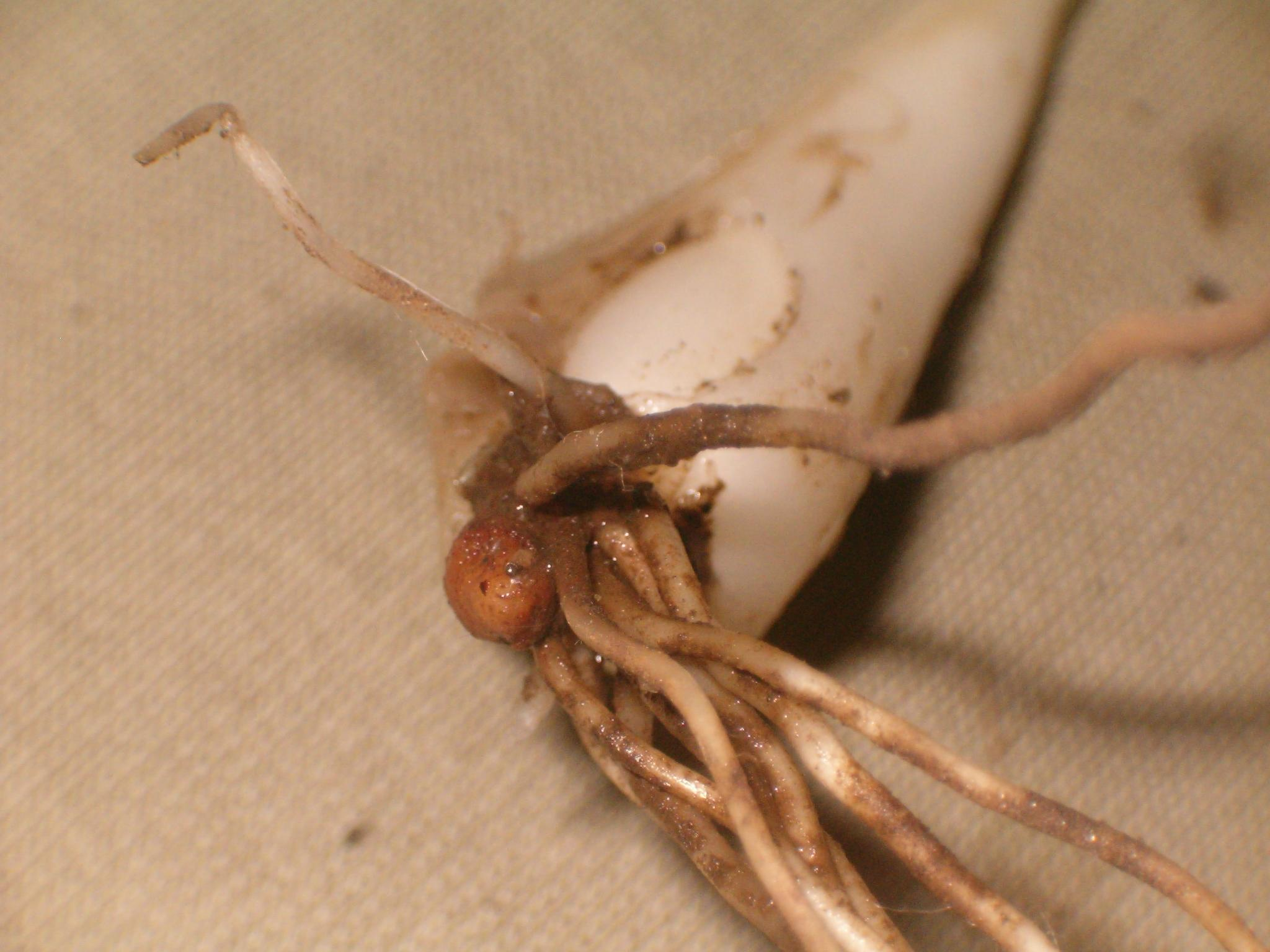
Bulbo.

## Usos culinarios
En la región central de los Apalaches, se consumen con patatas fritas en grasa o tocino con huevo revuelto y servido con tocino, frijoles pintos, y maíz. Sin embargo, son bastante adaptables y también pueden ser utilizados en sopas, cremas, salsas de tomate, guacamole y otros alimentos, sustituyendo a la cebolla o el ajo.

## Taxonomía
Allium tricoccum fue descrita por  William Aiton y publicado en Hortus Kewensis; or, a catalogue... 1: 428. 1789.
Etimología
Allium: nombre genérico muy antiguo. Las plantas de este género eran conocidas tanto por los romanos como por los griegos. Sin embargo, parece que el término tiene un origen celta y significa "quemar", en referencia al fuerte olor acre de la planta. Uno de los primeros en utilizar este nombre para fines botánicos fue el naturalista francés Joseph Pitton de Tournefort (1656-1708).
tricoccum: epíteto latino que significa "con tres semillas".
Sinonimia
- Aglitheis tricoccum (Sol.) Raf.
- Ophioscorodon tricoccon (Sol.) Wallr.
- Validallium tricoccum (Sol.) Small[6]